# Olivier Rousteing
Olivier Rousteing,nacido el 13 de septiembre del 1985 es un creador de moda francés. Reclutado en Balmain en 2009 como responsable de estudio, dos años después fue nombrado director artístico. De esta manera, se convierte en el director artístico más joven del mundo, y pronto se da a conocer por sus creaciones, así como por su uso intensivo de las redes sociales.

## Biografía
Abandonado al nacer, y nacido bajo X de una madre somalí inmigrante en Francia, y de un padre étiope, será adoptado a la edad de un año. Olivier Rousteing crece  en Burdeos, junto con su familia, y es con su abuela Suzelle que adquiere el gusto por la moda. Sus padres siempre han sido de gran apoyo, ellos sabían que iba a conseguir lo que él se propusiera, pero que siempre tenía que ser sensato. Empieza sus estudios de derecho antes de instalarse en París para estudiar en la escuela ESMOD. Tras un año de estudios, para sus actividades para viajar. En 2003, después de haber enviado su libreto de estilo a Roberto Cavalli, empieza su carrera en Roma como estilista para la marca·. Pronto se le promueve al puesto de director artístico para las colecciones de prêt-à-porter. La experiencia dura cinco años. En 2009, la casa Balmain le contacta. Se le ofrece el puesto de responsable del studio de creación para las colecciones prêt-à-porter femininas. Con 25 años, Olivier Rousteing toma el relevo de Christophe Decarnin en el puesto de director artístico de la casa Balmain.

## Estudios y vida personal
Es en París que empezaría sus estudios en la Escuela Superior de artes y técnicas de la moda, donde obtuvo su diploma en 2003. En este mismo año, se irá a Roma y empezaría a trabajar como diseñador en Roberto Cavalli. Después de seis años con la marca, Olivier Rousteing decide buscar algo que estuviera más acorde con su propia identidad, una marca más glamorosa y más sexy. De ahí, entró en Balmain como responsable de estudio de creaciones para las colecciones prêt-a-porter mujer, junto a Christophe Decarnin que le seguiría enseñando más sobre el mundo del lujo y de la moda. Es en 2011 que le ofrecen uno de los puestos más altos de la moda, director artístico. Con tan solo 25 años, Olivier Rousteing es el niño prodigio de la moda que quiere demostrar que la moda es para todos, independientemente de tu origen.
Al haber sido nombrado director artístico con tan solo 25 años no fue nada fácil, ya que tuvo que elegir entre su juventud y su trabajo y esto hizo que su vida privada no vuelva a ser como antes. Sin embargo, tenía que enfrentarse a la mirada y la presión de la gente que no confiaba en el éxito del trabajo de una persona tan joven. Además, Olivier fue el primer creador negro en Francia en el mundo del lujo donde, 10 años antes, había mucho racismo en el seno de la empresa. Siempre ha evolucionado con la sensación de tener que hacer más que los demás. Para muchos el lujo se definía por el color de la piel, la gente quería permanecer entre ellos, el lujo tenía una cierta exclusividad, pero no para él. Adoptado, creció con otra visión del mundo, y siempre luchó por una mayor diversidad en el ámbito de la moda y el lujo, y para cambiar las reglas de esta industria.
Es una persona que trabaja duro, incluso los sábados y los domingos, porque según él son sus días más creativos. Es un trabajo a tiempo completo que ama, y que está dispuesto a continuar durante mucho tiempo, con muchas ambiciones y proyectos que tiene que plasmar. 
Olivier Rousteing, se inspira siempre en los archivos creados por el fundador de la casa Balmain, Pierre Balmain, para crear sus desfiles. Sin embargo, sus desfiles cuentan su historia, mensajes importantes que quiere transmitir, etapas importantes de su vida, como fue el desfile que celebraba la curación del dolor, en homenaje a su renacimiento después de su accidente ocurrido un año antes, por la explosión de la chimenea de su casa.
Se podía ver que había utilizado jerséis de cuello alto, mascarillas, mangas largas y joyas para ocultar los efectos del fuego, tal como los que usaba para ocultar sus cicatrices.
También destaca en su nueva colección Resort 2022, sus orígenes y su amor por África.
En 2021, celebró sus 10 años como director artístico de Balmain, junto a los modelos más icónicos como Naomi Campbell, Carla Bruni… La colección recupera las prendas más emblemáticas que han marcado su trayectoria, expresando a la perfección el legado de la Casa Balmain, pero también de su viaje personal.
10 años al mando de la marca de lujo Balmain, y siempre tantas cosas le hacen soñar, está dispuesto a afrontar los futuros retos, colaboraciones, junto a su equipo que considera como su familia, ya que la suya no se encuentra en París. 
Además, Olivier Rousteing mantiene relaciones estrechas con muchas personas conocidas, como Karl Lagerfeld. Cuando Pierre Balmain se inspiraba de Audrey Hepburn, Ava Gardner, Brigitte Bardot; se puede ver a Olivier rodeado de sus musas, Kim Kardashian, Rihanna, o Beyonce.
Además, en febrero pasado fue el invitado del nuevo podcast de la cantante Dua Lipa, donde mantienen una conversación de 39 minutos en la cual cuenta más sobre su vida personal, y la industria de la moda.
Elaboró con su marca Balmain, junto a otras marcas o personas, muchas colecciones. Las más emblemáticas son con la marca de ropa H&M en noviembre de 2015, con la marca de muñecas Barbie en enero de 2022, con el cantante Maluma en abril del 2021.

## Documental
En 2019, Netflix estrena el nuevo documental del diseñador francés, Wonder Boy, Oliver Rousteing, né sous x (Olivier Rousteing, el huérfano prodigio), producido por Anissa Bonnefont. En este documental personal e íntimo, Olivier Rousteing cuenta su extraordinario camino en el mundo de la moda, pero también comparte su búsqueda para encontrar a sus padres biológicos "Cuando eres adoptado y no sabes de dónde eres, no tienes límites porque no los conoces, pero sí que sabes hacia dónde quieres ir". Sentía la necesidad de conocer la verdad para poder avanzar, liberarse y comprender el porqué de la falta de amor que reinaba en él a pesar de todo el cariño y la gratitud hacia sus padres adoptivos.
Olivier Rousteing afirma en el documental que quería mostrar el otro lado de la fama y del éxito, para mostrar quién es la persona detrás de la marca Balmain, el camino que ha recorrido, de manera sincera y auténtica sin embellecer las cosas.
Tras el éxito de su documental, el director artístico dejó un comentario, “mi mensaje es que no importa de donde vengas, tú decides a donde quieres ir. tu eres el que decide qué va a ser tu vida. tú eliges tu libertad, y los obstáculos en la vida te harán más fuerte.”.
En 2019 el documental fue nominado a los Premios César, y en 2020 ganó el Premio Especial del Jurado del Festival de Cine de Tribeca de New York.

## Accidente
El 9 de octubre de 2020, sufre graves quemaduras en la cara y el cuerpo como consecuencia de un accidente doméstico tras la explosión de su chimenea.
Revelará este accidente un año más tarde en su cuenta de Instagram, con una foto de sus secuelas que ha arrastrado durante mucho tiempo. Explica que hizo todo lo posible para ocultar esta historia y sus cicatrices de tantas personas como sea posible y tratando de mantener el secreto con sus equipo y amigos durante demasiado tiempo. Declara: “Para ser honesto no estoy muy seguro de por qué estaba tan avergonzado, tal vez esta obsesión con la perfección por la que la moda es conocida y mis propias inseguridades…”.
Confiesa sus preocupaciones sobre la mirada de la gente y sus opiniones, que él mismo en el hospital no podía constatar sus heridas a causa de los vendajes, y ese miedo de tener que mirarse, de descubrir una nueva cara. Añade que tuvo que curarse en secreto, tener que ocultar constantemente sus cicatrices en las redes sociales, usaba máscaras, telas, muchos anillos en mis dedos para mis entrevistas o sesiones de fotos. A pesar de todo, se levantó más fuerte de este accidente, que incluso le inspiró uno de sus últimos desfiles; se siente aún más vivo, después de haber pasado por tantos dolores.

## Redes sociales
En su cuenta de Instagram, Olivier Rousteing cuenta con más de 7 millones de seguidores con quienes comparte su vida sin transparencias, sino tal cual como es. Da una importancia mayor a ese medio de comunicación, siendo el primer director creativo a hacer un uso tan importante de las redes sociales. Revela que le permite dirigirse directamente a aquellos que desean saber más sobre Balmain, las colecciones y su propia persona, y hacerlo con toda la sinceridad y simplicidad.
El poder de las redes sociales muestra solo lo que queremos mostrar, cuando estamos en nuestro mejor momento. Hoy en día, no solemos abrirnos a los demás y mostrar nuestra verdadera cara. Es por eso que Olivier Rousteing otorga un cierto valor a compartir su realidad como es, como se puede ver, totalmente libre y sincero, en su último documental Netflix. 